# Der Babysitter ist los
Der Babysitter ist los (engl. Originaltitel: Some Enchanted Evening) ist die dreizehnte Folge der ersten Staffel der US-amerikanischen Zeichentrickserie Die Simpsons. Obwohl ihre Produktion als die erste der Staffel begann, wurde sie wegen schlechter Animation erneuert und als letzte ausgestrahlt.

## Handlung
Da sich Homer seiner Frau gegenüber wie ein Macho verhält, ruft sie bei Dr. Marvin Monroes Hörfunksendung an, um sich dort helfen zu lassen. Zur selben Zeit hören sich Homer und seine Kollegen diese Sendung während der Arbeit an. Anfangs macht sich Homer über die Anruferin lustig, als er und seine Kollegen jedoch erkennen, dass es Marge ist, wird Homer ausgelacht.
Weil sie im Radio sagte, sie werde ihrem Mann ihre Meinung sagen, kauft er ihr Blumen und lädt sie zu einem romantischen Abend in einem Restaurant mit anschließender Übernachtung in einem Hotel ein. Marge verzeiht ihm daraufhin und sie beauftragen einen Babysitter für die Kinder. Nachdem dieser eingetroffen ist, fahren Homer und Marge weg. In der Folgezeit entpuppt sich Miss Botz als eine „Babysitter-Gangsterin“, die die Häuser ihrer Auftraggeber ausraubt und die Kinder gefesselt zurücklässt. Als sie das Haus der Simpsons nach Wertgegenständen durchsucht, überwältigen die Kinder nun sie und fesseln sie.
Um die Polizei anrufen zu können, laufen sie ein paar Straßen weiter zu einer Telefonzelle. Zur gleichen Zeit machen sich ihre Eltern Sorgen, da zu Hause keiner das Telefon abnimmt, und fahren wieder zurück nach Hause. Weil sie denken, dies wäre ein Streich der Kinder gewesen, lassen sie Miss Botz frei. Als kurz darauf die Polizei und die Kinder zum Haus kommen, ist die Babysitterin bereits verschwunden.

## Kulturelle Referenzen
Während der Originaltitel dieser Folge eine Anspielung auf das Album Some Enchanted Evening ist, ist der deutsche Titel an den Zeichentrickfilm Die Hunde sind los angelehnt. Ms. Botz' Verfolgen von Bart in den Keller des Hauses der Familie erinnert an Robert Mitchums Verfolgung eines kleinen Jungen in dem Film Die Nacht des Jägers.

## Produktion
Obwohl diese Folge als die letzte der ersten Staffel ausgestrahlt wurde, begann ihre Produktion als die erste der Staffel, und sie sollte auch als erste ausgestrahlt werden. Schöpfer Matt Groening und Drehbuchautor/Produzent Sam Simon schrieben das Drehbuch für die Folge.

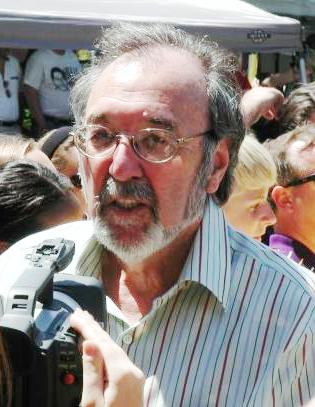
James L. Brooks kritisierte die anfängliche Version dieser Folge stark

Regisseur der Folge war zunächst Kent Butterworth. Klasky Csupo, das Animationsstudio, das die früheren Kurzfilme von Die Simpsons produziert hatte, war bis auf eine Ausnahme für die Animation verantwortlich. Während der Jahre der Produktion der Kurzfilme wurde alles in ihrem eigenen Haus erstellt. Aufgrund der zunehmenden Arbeitsbelastung durch die 30-minütigen Folgen wurde die Produktion auch an das südkoreanische Animationsstudio AKOM vergeben. Während Charakter- und Hintergrundgestaltung vom heimischen Studio erstellt wurden, wurden tweening, Kolorierung und Aufnahme in den Übersee-Studios erledigt. Somit war es ein Debakel, als diese erste aus Korea zurückkehrende Folge den Produktionsmitarbeitern im Bungalow von Gracie Films vorgeführt wurde. Der ausführende Produzent und Show Runner James L. Brooks meinte als erste Reaktion auf die Animation: „This is shit.“ (zu deutsch: „Das ist Scheiße.“) Nach diesen Worten soll der Raum fast geleert gewesen sein. Ein heftiger Streit folgte zwischen Brooks und Gabor Csupo, Leiter von Klasky Csupo, welcher bestritt, dass etwas mit der Animation schiefgelaufen sei, und behauptete, das eigentliche Problem sei die Qualität des Drehbuchs der Folge gewesen.
Das Problem mit der Animation aus der Ansicht der Produzenten war, dass sie nicht den „für die Show vorgesehenen unverwechselbaren Stil“ beinhaltet habe. Üblicherweise wurden Cartoons im Stil von Disney, Warner Bros. oder Hanna-Barbera gezeichnet. Cartoons von Disney und Warner Bros. besaßen ein kurvenreiches Universum, in dem die Charaktere aus Gummi zu bestehen schienen. Die Produzenten wollten allerdings eine möglichst realistische Umgebung, in der die Figuren und Gegenstände nichts tun können, was nicht auch in der realen Welt möglich ist. Der Stil von Hanna-Barbera war das Benutzen von üblichen Comic-Sounds, das die Produzenten auch nicht wollten.
Die Produzenten dachten über einen Abbruch der Serie nach, falls sich die nächste Folge Bart the Genius (dt. Titel: Bart wird ein Genie) auch als schlecht erwiesen hätte; diese litt aber nur an leicht reparierbaren Problemen. Anschließend baten sie Fox, die Premiere der Serie um mehrere Monate zu verschieben. Danach wechselte die Premiere auf die Folge Simpsons Roasting on an Open Fire (dt. Titel: Es weihnachtet schwer), welche im Dezember als ein „Christmas Special“ ausgestrahlt wurde. Damit wurde sichergestellt, dass mehr Zeit für das Ausbessern der Animationsprobleme aufgewendet werden konnte. Die Aufgabe als Regisseur wurde für die Neuaufnahmen von Kent Butterworth an David Silverman vergeben, welcher bereits Erfahrung aus den Kurzfilmen hatte. Silverman schätzt, dass etwa 70 % der Folge erneuert werden mussten. Die meisten dieser Neuaufnahmen bestanden aus Änderungen beim Hintergrund. Das Resultat daraus ist eine Folge, in der die Animation ungleichmäßig ist und zwischen früherer Animation und erneuerter wechselt.
Die Folge zeigt mehrere frühere Charakterdesigns. Moe Szyslak hat in ihr schwarze Haare, was später in grau geändert wurde. Barney Gumble besitzt gelbe Haare, die später in braun geändert wurden, um seine Haare von seiner Haut unterscheiden zu können. Durch die verzögerte Ausstrahlung zeigt sie auch mehrere Kontinuitätsfehler. Hund Knecht Ruprecht ist zum Beispiel in dieser Folge nicht zu sehen, weil er erst in Es weihnachtet schwer eingeführt wird. Originalsprecher Hank Azaria wurde zu dieser Zeit für seine Stimme als Moe Szyslak als Gaststar gutgeschrieben. In dieser Folge wurde Moe ursprünglich von Christopher Collins synchronisiert, als Azaria aber seine Version zeigte, entschieden sich die Mitwirkenden für ihn. Azaria wurde danach ein regelmäßiger Sprecher ab der zweiten Staffel.

## Rezeption

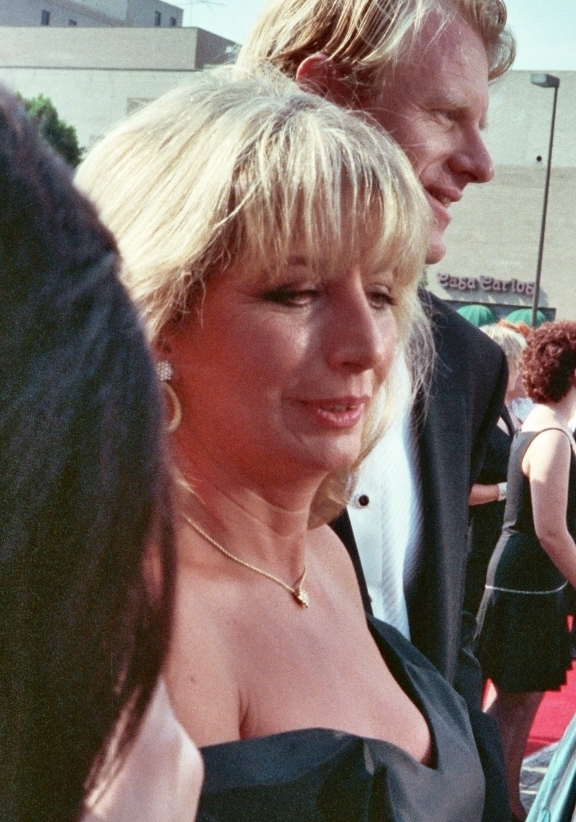
Penny Marshall

Die Erstausstrahlung von Some Enchanted Evening beendete die Nielsen Ratings der Woche vom 17. bis zum 23. Mai 1990 mit einem Rating von 15,4 auf den 12. Platz und wurde dabei von etwa 14,2 Millionen Fernsehhaushalten gesehen.
Seit ihrer Erstausstrahlung erhielt die Folge unterschiedliche Bewertungen von Kritikern. Die Autoren des Buches I Can't Believe It's a Bigger and Better Updated Unofficial Simpsons Guide, Warren Martyn and Adrian Wood, schrieben: „Es ist ein ziemlicher Schock zu entdecken, dass diese selbstsichere, voll abgerundete Folge die erste war, die gemacht wurde. Die perfekte Vorlage.“ Colin Jacobson von DVD Movie Guide schrieb in einer Rezension, er denke, sie sei eine „einigermaßen gute“ Folge, und fügte hinzu: „Trotzdem ist sie ein ungeschicktes Bruchstück und nicht eine, die ich sehr genoss. Zwar war ‚Evening’ in der Regel unterhaltsam, aber sie ist nichts Besonderes.“ In einer weiteren Rezension gab David B. Grelck der Folge eine Bewertung von 1,5 von 5 Punkten. Eine weitere der Internetseite The Digital Bits nannte die Hintergrundgeschichte zu dieser Folge interessanter als die eigentliche Folge.
Laut Al Jean sollen die Zuschauer gedacht haben, diese Folge sei die beste der ersten Staffel gewesen. Im Jahre 2006 erklärte IGN jedoch die Folge Tauschgeschäfte und Spione als die beste der Staffel. Penny Marshall, welche Ms. Botz in der Originalversion synchronisierte, befindet sich auf der Liste der 25 besten Gaststars der Serie von AOL.